# Fidschianisch-osttimoresische Beziehungen
Die Staaten Fidschi und Osttimor unterhalten freundschaftliche Beziehungen.

## Geschichte

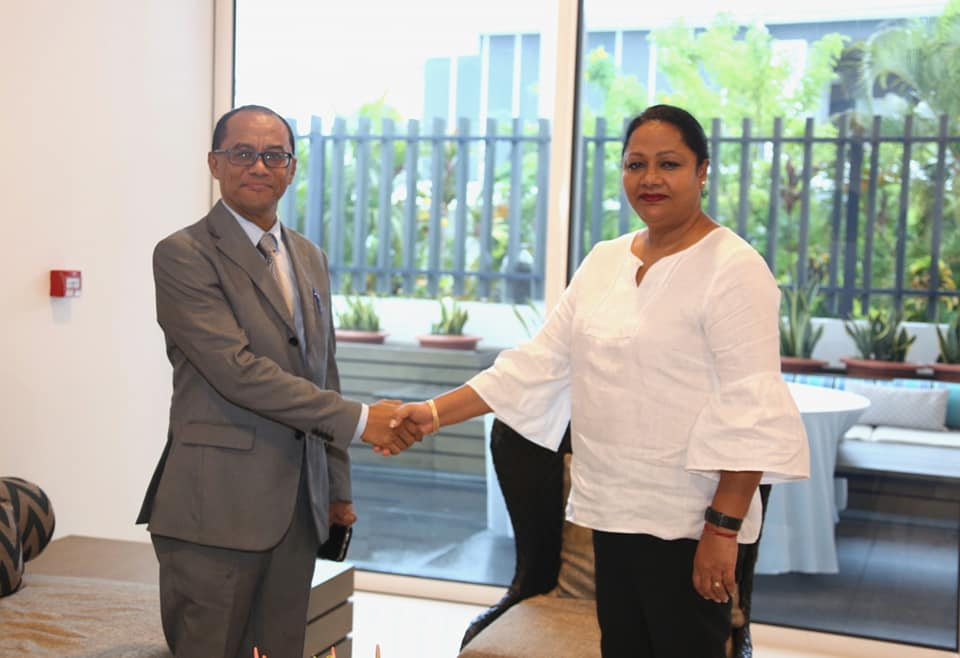
Die Minister Dionísio Babo und Premila Kumar (2019)

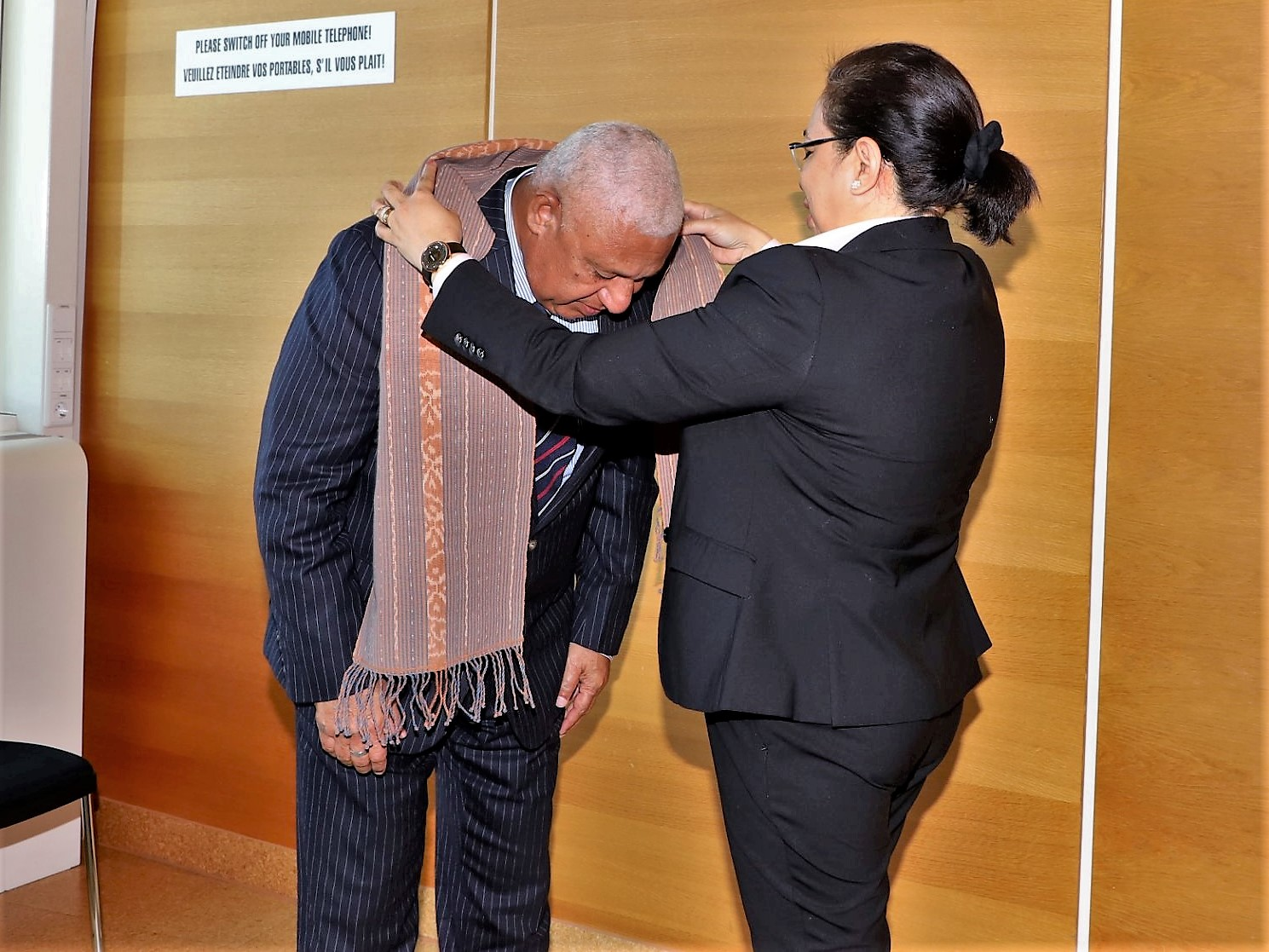
Adaljíza Magno und Frank Bainimarama (2022)

Osttimor ist zwar Teil Asiens, hat aber auch Ethnien, die Papuasprachen sprechen, weshalb es auch Beziehungen zur melanesischen und pazifischen Welt pflegt. Als Beobachter nahm Osttimor am dritten Gipfel der AKP-Staaten im Juli 2002 und seit August 2002 an den jährlichen Treffen der Staats- und Regierungschefs des Pacific Islands Forum teil. Diplomatische Beziehungen zwischen Osttimor und Fidschi wurden 2003 aufgenommen. 2016 trat Osttimor dem Pacific Islands Development Forum bei. Seit 2010 hat Osttimor Beobachterstatus bei der Melanesian Spearhead Group.
Fidschi beteiligte sich mit Personal an der Übergangsverwaltung der Vereinten Nationen für Osttimor (UNTAET) und anderen Organisationen in Osttimor. Esala Teleni, der Botschafter Fidschis in Osttimor seit 2016, war selbst Mitglied der Peace Keeping Forces (PKF).
2017 unterzeichneten Fidschi und Osttimor eine Absichtserklärung zur Zusammenarbeit des College of Medicine, Nursing and Health Sciences der Fiji National University (FNU) mit dem Gesundheitsministerium Osttimors. Osttimoresen sollen in Fidschi als medizinisches Personal ausgebildet werden.
2019 besuchte Premila Kumar, Fidschis Minister für Tourismus, Handel, Industrie, Lokalregierung und kommunale Entwicklung Osttimor. 2022 traf sich Osttimors Außenministerin Adaljíza Magno mit Fidschis Premierminister Frank Bainimarama für bilaterale Gespräche, abseits eine Konferenz in Wien.

## Diplomatie
Diplomatische Beziehungen zwischen den beiden Ländern wurden 2003 aufgenommen.
Der Hochkommissar in Papua-Neuguineas Hauptstadt Port Moresby ist auch für Osttimor akkreditiert.
Der Botschafter Osttimors im australischen Canberra ist auch für Fidschi akkreditiert.

## Wirtschaft
Laut dem Statistischen Amt Osttimors exportierte Fidschi 2018 Handelsgüter im Wert von 429.000 US-Dollar (2016: 2.347.000 US-Dollar) nach Osttimor. Es lag damit auf Platz 27 (2016: Platz 16) der Rangliste der Importeure Osttimors. Zudem gab es von Osttimor nach Fidschi Re-Exporte in Höhe von 8.000 US-Dollar (Platz 27).